# Висадка в Мадангу
Висадка у Мадангу – епізод Новогвінейської кампанії, яку вели збройні сили Японії під час Другої Світової війни. 
В листопаді 1942-го союзники почали наступ на японські гарнізони в районі Буна – Гона на північно-східному завершенні Нової Гвінеї. Розвиток цієї операції (яка відбувалась на тлі невдалого перебігу битви за Гуадалканал на сході Соломонових островів) спонукав японське командування узятись за облаштування нових гарнізонів на північному узбережжі Нової Гвінеї, яке ще поки було віддаленим тиловим районом. В межах цього задуму в грудні 1942-го відбулись висадки у Мадангу, Веваку (тут японське командування вирішило облаштувати головний гарнізон на острові) та порту Голландія (наразі Джаяпура). 
Доставку військ до Мадангу здійснив загін у складі переобладнаних легких крейсерів «Гококу-Мару» та «Айкоку-Мару», легкого крейсера «Тенрю» та есмінців «Ізонамі», «Інадзума», «Судзукадзе» та «Арасіо». Є відомості, що на борту суден перебували щонайменше 3724 військовослужбовців зі складу 21-го та 42-го піхотних полків 5-ї піхотної дивізії, 58-го польового батальону зенітної артилерії, 6-го загону аеродромного будівництва, підрозділів дорожнього будівництва та зв’язку. Посадка військ відбулась у Рабаулі – головній передовій базі у архіпелазі Бісмарка, з якої провадились японські операції на Соломонових островах та сході Нової Гвінеї. 
16 грудня 1942-го кораблі вийшли з Рабаула та 18 грудня досягнули Мадангу, де провели висадку. Вранці цієї доби їх безуспішно атакували ворожі літаки, а надвечір під час нового нальоту влучання бомби з бомбардувальника В-17 отримав «Гококу-Мару», що призвело до незначної пожежі.
Американське командування отримало дані про японську операцію та спрямувало до Мадангу підводний човен USS Albacore. Увечері все того ж 18 грудня з субмарини дали триторпедний залп по «транспорту», яким виявився «Тенрю». Дві торпеди поцілили цей легкий крейсер, машинне відділення швидко заповнилось водою і «Тенрю» втратив хід. Командир японського загону перейшов на есмінець «Ізонамі», а за дві години після атаки Тенрю затонув. У інциденті загинуло 23 члени екіпажу, решту прийняли на есмінець «Судзукадзе». Також «Судзукадзе» і «Ізонамі» провели безуспішну контратаку проти USS Albacore.
20 грудня японський загін повернувся до Рабаула.